# 海外出身の武士の一覧

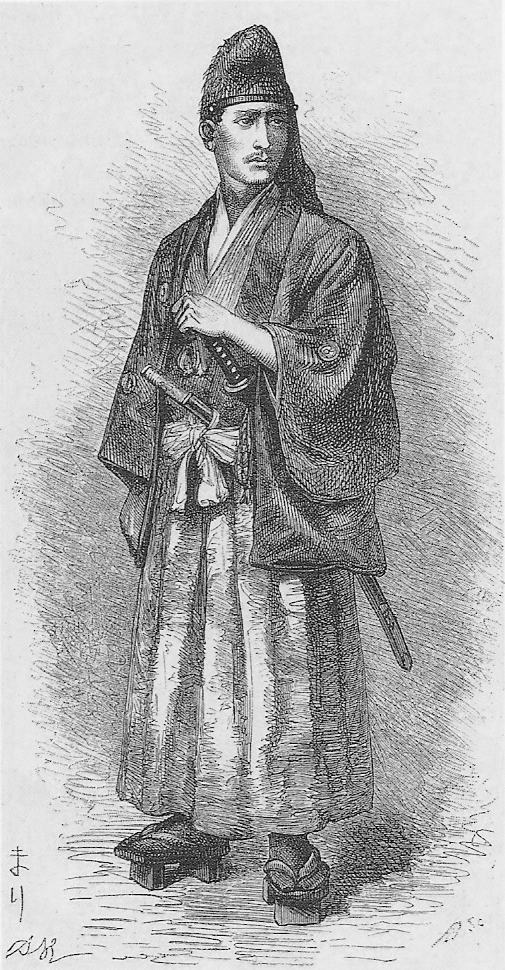
帯刀するウージェーヌ・コラッシュ

海外出身の武士の一覧（かいがいしゅっしんのぶしのいちらん）では、日本国外で出生し、日本の武家の一員となった人物を列記する。

## 定義
海外出身とは、武士が活躍した平安時代から江戸時代にかけて日本国の勢力が及んでいた日本列島の外で生まれた人物を指すこととする。
武士の定義については諸説あり、また時代によって定義は変わってくるが、本項では以下のように取り扱う。
- 武家の家臣となり、士分の扱いを受けた人物。士分の制度が確立されていない江戸時代以前の場合、戦に参戦するなど武人として仕えながら、知行・扶持米を与えられるなどのちの士分と同様の待遇を受けていた人物。
- 武家の役職（リストで挙げられているものとしては旗本、小姓がある）に就いた人物。

また、次の人物は別項で示す。
- 帯刀が認められていたが、士分ではなかった、もしくは士分であったか不明の人物。

したがって、このリストには以下のような人物は含まれない。
- 親が海外出身であるが、自身は日本で出生した場合。
- 武家に仕えてはいるが、儒学者や医者など他の職業として雇われ、なおかつ士分として扱われた記録がない人物。
- お雇い外国人として武家と協力関係にあったが、士分を与えられず、また武士と同様の生活を送ってもいない人物。

また以下の人物は、海外出身の武士であった可能性のある人物として別表で扱う。
- 海外で出生した可能性がある人物。
- 実在が学術的に広く疑問視されている人物。
- 武家の家臣だが、武人であったかは不明な人物。
- 知行・扶持米を与えられているが、正式に武人として家臣であったかは不明な人物[注 2]。

## 海外出身の武士
来日年順に並べる。
| 出身国 (現在の国名)                      | 出生名                                     | 来日前の役職               | 来日年     | 日本名           | 主君                       | 日本での役職、功績 |
| ---------------------------------------- | ------------------------------------------ | -------------------------- | ---------- | ---------------- | -------------------------- | --- |
| 李氏朝鮮                                 | 李達越                                     | 朝鮮からの漂流民           | 1587年     | 川崎清蔵         | 鍋島直茂                   | 字は宗歓。間諜として文禄・慶長の役に従軍。その後名字帯刀を許され10人扶持を得た。御用商人となり唐人町を創始した。                                              |
| 李氏朝鮮                                 | 金如鉄                                     | 翰林学士の息子             | 1592年     | 脇田直賢         | 前田利長→ 利常→ 光高→ 綱紀 | 1000石。大坂夏の陣に従軍。御小姓頭、金沢町奉行。 |
| 李氏朝鮮                                 | 朴元赫                                     | 慶州の小城主朴好仁の長子。 | 1594年。   | 秋月種信         | 長宗我部元親→ 盛親         | 長宗我部氏の児小姓。長宗我部氏没落後は土佐で父とともに豆腐商になる。                                                                                          |
| 李氏朝鮮                                 | 金海                                       | 釜山の陶工                 | 1595年     | 星山仲次         | 島津義弘                   | 30石。薩摩焼の創始者の一人。士分を与えられ、帯刀を許可されていた。                                                                                            |
| 李氏朝鮮                                 | 不明                                       | 朝鮮の部将曽清官の一子     | 1598年     | 曾我清官         | 中川秀成                   | 150石。秀成の小姓。 |
| 李氏朝鮮                                 | 李聖賢                                     | 朝鮮の武官李福男の子       | 1598年     | 李家元宥         | 毛利輝元→ 秀就             | 100石。毛利氏の御伽衆。柳生新陰流（有地新影流）免許。 |
| ハプスブルク領ネーデルランド ( オランダ) | ヤン・ヨーステン・ファン・ローデンスタイン | 航海士、リーフデ号に乗船   | 1600年     | 耶楊子           | 徳川家康→ 秀忠             | 旗本。50人扶持。朱印船貿易を行う。 |
| イングランド                             | ウィリアム・アダムス                       | 航海士、リーフデ号に乗船   | 1600年     | 三浦按針         | 徳川家康→ 秀忠             | 旗本。250石。通訳者、船大工としても活躍。 |
| 李氏朝鮮                                 | 不明                                       | 不明                       | 不明       | 柳生主馬         | 柳生宗矩                   | 柳生家の老職。柳生利厳の妹と縁組した。200石か。 |
| 李氏朝鮮                                 | 不明                                       | 不明                       | 不明       | 小林市蔵         | 黒田如水                   | 黒田如水の小姓で、小林新兵衛の養子とした。慶長8年（1603年）、如水が手許で育てていた松寿（一柳直末の遺児。如水の甥にあたる）に誤って致命傷を負わせ、切腹した。 |
| 李氏朝鮮                                 | 李氏                                       | 不明                       | 不明       | 染木正信         | 千姫                       | 朝鮮出兵の際に姉（早尾）と共に片桐且元に捕らえられ来日。豊臣家に嫁いだ千姫に姉と共に仕え、「土圭間の取次役」「添番」を務めた。                                |
| 明                                       | 藍会栄                                     | 明朝側近                   | 1624年以後 | 河南源兵衛(初代) | 島津家久                   | 300石。明からの亡命者。薩摩藩の唐通詞。 |

## 帯刀が認められていたが、士分ではなかった、もしくは士分であったか不明の人物
| 出身国 (現在の国名) | 出生名                   | 来日前の役職         | 来日年     | 日本名     | 主君           | 日本での役職、功績                                                               |
| ------------------- | ------------------------ | -------------------- | ---------- | ---------- | -------------- | -------------------------------------------------------------------------------- |
| 明                  | 不明                     | 中国武術家           | 1635年以前 | 伝林坊頼慶 | 相良頼房→ 頼寛 | 剣術家丸目長恵の弟子。 後に山伏となり、裏タイ捨と呼ばれる忍者集団の長となる。    |
| プロイセン王国      | ジョン・ヘンリー・スネル | プロイセン領事書記官 | 1859年     | 平松武兵衛 | 松平容保       | 和装し、帯刀していた。会津藩軍事顧問。奥羽越列藩同盟への武器提供。北越戦争に従軍 |
| フランス            | ウージェーヌ・コラッシュ | フランス海軍士官     | 1868年?    | 古良史     | 榎本武揚       | 蝦夷共和国に協力。宮古湾海戦に参加。                                             |

## 海外出身の武士であった可能性のある人物
武家の家臣であり、知行地を与えられていた人物
- 汾陽理心…597石[35]。明国の出身で、もとの名は郭国安。日本見物のため1559年に渡海ししばらくとどまっていたところを、島津義久に見いだされる。書簡の通用として文禄・慶長の役に従軍。のち医学をもって仕える[35]。
- 許儀後…410石[36]。別名は許三官。明国江西省の官僚で、1571年倭寇に捕えられて薩摩国へ連行されてきたのを島津義久に気に入られ侍医として仕える。文禄・慶長の役に従軍[37]。
- 江夏友賢…300石。もとの名は黄友賢。明国江夏県出身の易者で、1560年に倭寇に捕えられて薩摩国へ連行されてきたのち島津義弘に仕える。文禄・慶長の役に従軍[38][39]。
- 金宦…200石。もとの名は良甫鑑。文禄の役の際捕虜となった朝鮮二王子の侍臣であったが、加藤清正を慕い近習となる。清正の死後殉死[40][41]。

武家から扶持を与えられていた人物
- 朴好仁…秋月種信の父。文禄の役で長宗我部氏に従い来日。山内一豊、加藤嘉明、福島正則と主を転々とするが、朝鮮への刷還使に従い帰国。高知在住時に一豊から扶持を与えられ、また正則のもとにいたときも扶持と屋敷を与えられている[6]。
- 岡本三右衛門…出生名はジュゼッペ・キアラ。イタリア・シチリア王国出身のイエズス会士で、禁教下の日本で宣教しているところをとらえられ、拷問の末に改宗。殉教した下級武士岡本三右衛門の名前を受け継いだ。十人扶持。
- 弥助…モザンビーク出身[42]。イエズス会の宣教師に連れられて織田信長と対面し、信長へと贈られた[42][43]。本能寺の変の際、織田信忠の下で戦った末に降伏し、明智光秀は彼を「インドのパードレの聖堂」に戻すよう命じている[42][43]。その後の消息は不明[42]。信長に扶持され[44][45][46]、尊経閣文庫本『信長公記』によると、鞘巻の熨斗付と私宅を与えられた[46][47]。呉座勇一は尊経閣文庫本の記述を武士としての待遇であると指摘し、その一方で、この箇所が書写過程で加えられた可能性があることから、弥助が武士だったとは断定できないとしている[46]。

その他武士であった可能性がある人物
- 山科勝成…イタリア出身で、蒲生氏郷に仕えたとされるが、実在性に疑問が呈されている[48]。
- 林景福…もとの名は朴景福。文禄3年（1594年）に文禄・慶長の役で朝鮮へ出征した島津勢により連れ帰られると、日本へ帰化して島津義久へ奉公した。慶長16年（1611年）義久に殉死[49]。
- 梁夢麟…朝鮮側の資料によれば、脇坂安治の茶坊主を務めていたと考えられる[50]。元和三年（1617年）に刷還使に従い帰国[51]。茶坊主は僧形であったが、武家階級に属するとされた。
- 允福…朝鮮の軍官慎忠義の息子で宦官であったが、朝鮮役の際捕虜となり来日。徳川家康に寵愛され、宮裏の任にあったと記述があり、小姓の役をさせられていたのではないかと推測される[52]。
- 岡田半左エ門…幼少時朝鮮役で毛利元政に召し連れられ側近にいたが、喧嘩沙汰を起こし相手を傷つけたため追放された[53]。士分として召し抱えられたかは不明。
- 林貞正…朝鮮出身で、文禄・慶長の役の時、鍋島直茂によって連行された。直茂の家臣となり、医業に通じていたため、その主治医を務めた。その子は、家老石井茂清に見込まれて養子となり、石井正之と名乗った。正之は島原の乱で一番槍の武功をあげ、知行を拝領している。
- 名前不明…蜂須賀氏の船手の大将森志摩守は朝鮮の将士を家臣にしていたと伝わる[54]。
- 渡辺士式…明出身で、浅野氏に医学をもって仕えたと言われるが[55]、士分として召し抱えられたかは不明。子の渡辺式重は武士。
- 沈当吉…朝鮮出身。朝鮮の役で島津義弘に連行された。子孫は陶芸をもって薩摩藩に仕え、明治以降の当主は薩摩焼の陶芸家の名跡「沈壽官」を名乗った[56]。
- アンリ・ニコール…フランス出身。ウージェーヌ・コラッシュの友人で、宮古湾海戦では回天に乗船。コラッシュは自伝で和装の上帯刀が許可されていたことを述べているが[57]、ニコルの身分、装備については詳しく述べていない。
- クラトー…フランス出身。元フランス海軍の軍人。宮古湾海戦ではコラッシュ、ニコルらとともに参戦し蟠竜に乗船。彼の身分、装備についても不明。